# Meles Zenawi

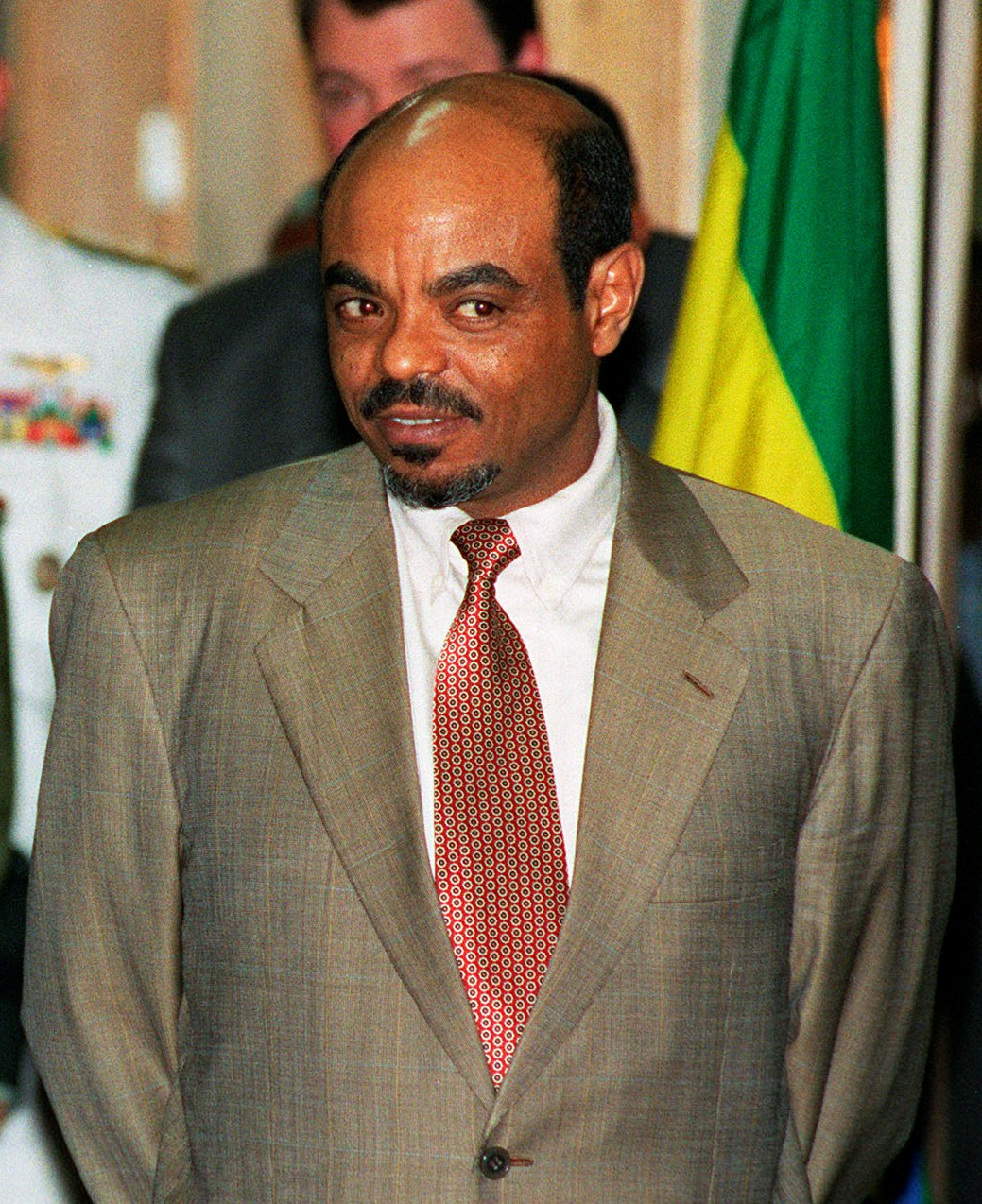
Meles Zenawi in 2002

Meles Zenawi Asres (Amhaars: መለስ ዜናዊ, meles zēnāwī) (Adwa, 8 mei 1955 – Brussel, 20 augustus 2012) was een Ethiopisch politicus. Hij was president en minister-president van Ethiopië. Meles was een Ethiopisch-orthodox christen.

## Politieke loopbaan
Meles studeerde vanaf 1972 medicijnen aan de universiteit van Addis Abeba. Na de val van keizer Haile Selassie en de vestiging van de communistische dictatuur van Mengistu Haile Mariam brak hij in 1975 zijn studie af, keerde hij terug naar zijn thuisprovincie Tigray en sloot hij zich aan bij het zojuist opgerichte Volksbevrijdingsfront van Tigray (TPLF). In 1985 kwam hij aan het hoofd van deze beweging te staan en vanaf 1989 voerde hij een brede coalitie van Ethiopische oppositiegroeperingen aan. Met de steun van het EPLF, de separatistische beweging in het destijds bij Ethiopië behorende Eritrea, slaagde deze coalitie er in mei 1991 in het regime-Mengistu omver te werpen.
Van 1991 tot 1995 was Meles president van Ethiopië. In 1995 werd hij minister-president na omstreden verkiezingen, die door oppositiepartijen werden geboycot. In 2000, 2005 en 2010 werd hij opnieuw tot premier gekozen, telkens onder hevige verdenkingen van onregelmatigheden door zowel oppositiegroepen als mensenrechtenorganisaties, en te midden van geweld.

## Regering
Meles Zenawi werd aanvankelijk door westerse politici zoals Tony Blair gesteund en als "hoop voor de democratie in Ethiopië" gezien. Zijn regering legde de nadruk op de landbouw, waardoor de voedselsituatie aanzienlijk verbeterde. Buitenlandse investeringen werden aangemoedigd en de rechten van vrouwen werden uitgebreid. De regering-Zenawi maakte zich niet schuldig aan corruptie, wat uitzonderlijk is in Afrika.
Later kwamen er steeds meer berichten over schendingen van mensenrechten. Zo zou de regering strafkampen voor politieke gevangenen drijven, waar zo'n 20.000 mensen vastgehouden zouden worden. Na de verkiezingen van mei 2005 kreeg Meles kritiek vanwege zijn harde optreden tegen demonstranten die tegen zijn herverkiezing hadden geprotesteerd. Zo stelde hij een demonstratieverbod van 30 dagen in en werden veel oppositieleden en kritische journalisten opgepakt; er zouden zo'n 30.000 arrestaties zijn verricht. Ook werden de bevoegdheden van de oppositie in het parlement sterk teruggeschroefd. 
Op 24 december 2006 verklaarde Zenawi de Unie van Islamitische Rechtbanken (UIR) in Somalië de oorlog en liet hij Somalische steden die onder bestuur van de UIR stonden, bombarderen. De interventie werd gerechtvaardigd met de mededeling dat de nationale veiligheid Ethiopië bedreigd was.

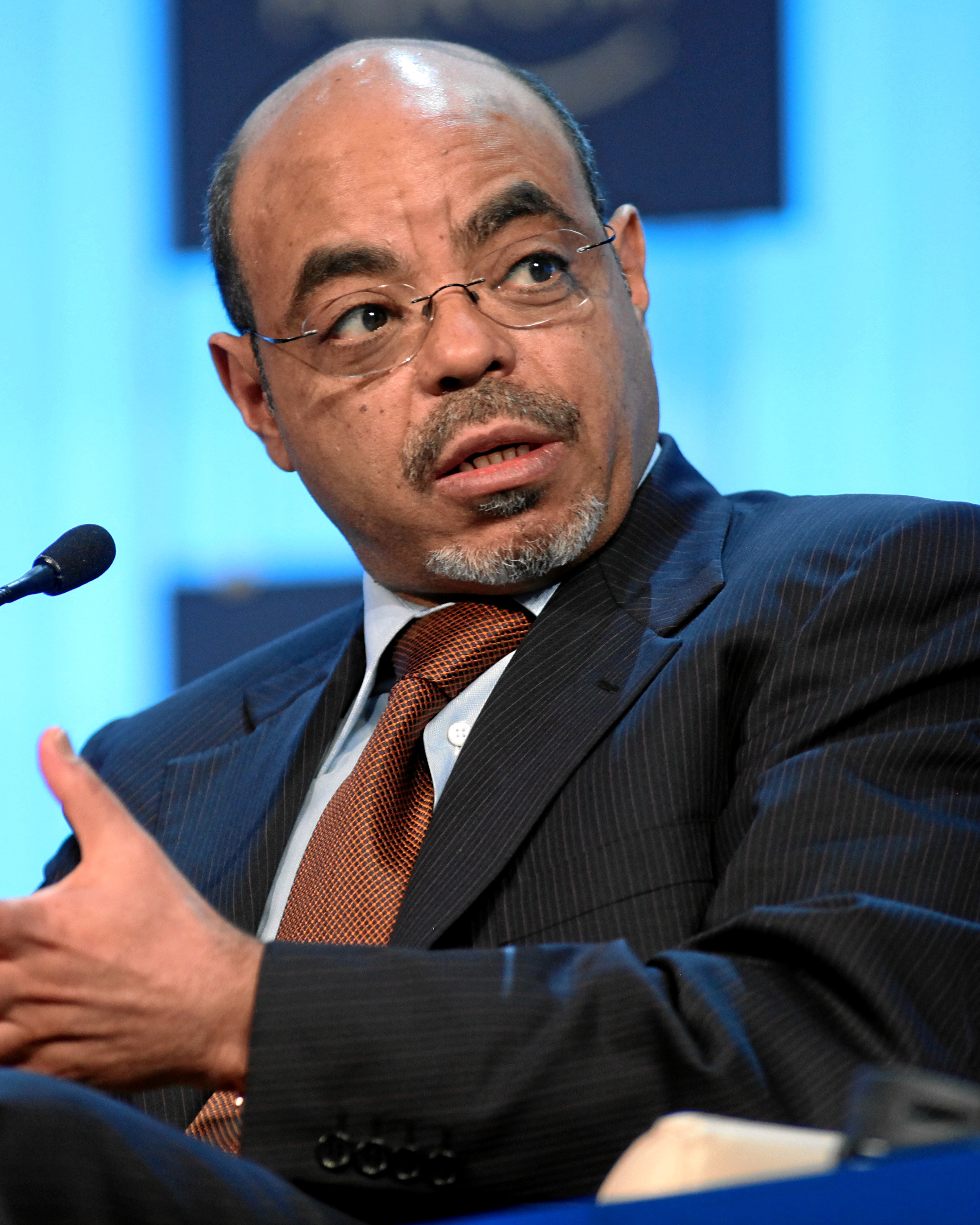
Meles Zenawi in januari 2012

In mei 2010 werd Meles' partij opnieuw de grootste bij de parlementsverkiezingen en werd hij opnieuw premier.

## Ziekte en overlijden
Medio juli 2012 zou Meles een vergadering van de Afrikaanse Unie in Addis Abeba bijwonen, maar hij kwam niet opdagen. Kort daarvoor had hij ook al bij een top verstek laten gaan. Dit voedde speculaties over zijn gezondheidstoestand. Er rezen zelfs sterke vermoedens dat de premier al gestorven was. Regeringswoordvoerders erkenden na verloop van tijd dat Meles onder medische behandeling had gestaan, maar verklaarden dat hij achter de schermen actief bleef. Echter aangezien hij al sinds half juni in het geheel niet meer in het openbaar gezien was, bleven half augustus 2012 de speculaties en zorgen over Meles' situatie voortduren.
De staatstelevisie meldde op 21 augustus 2012 dat Meles Zenawi de dag ervoor was overleden. Waar dat was gebeurd en wat de doodsoorzaak was werd er niet bij verteld; later op de dag bleek echter dat Meles in een Brussels ziekenhuis was gestorven. Op 2 september kreeg hij een staatsbegrafenis, die werd bijgewoond door duizenden Ethiopiërs en tientallen internationale leiders.
Hailemariam Desalegn, vicepremier en minister van Buitenlandse Zaken onder Zenawi, werd aangewezen als zijn opvolger.
- Gemeinsame Normdatei: 1026632668
- International Standard Name Identifier: 0000 0000 4418 6098
- Library of Congress Control Number: no2004121851
- Nationale Bibliotheek van Israël: 987007577191505171
- Nederlandse Thesaurus van Auteursnamen: 288978374
- Système universitaire de documentation: 163591709
- Virtual International Authority File: 53872281
- WorldCat: E39PBJvxmJHGbWT8jptT73pByd